# هووزدنیتسه (ناحیه هرادتس کرالووه)
هووزدنیتسه (به چکی: Hvozdnice) یک منطقهٔ مسکونی در جمهوری چک است که در ناحیه هرادتس کرالووه واقع شده‌است. هووزدنیتسه ۲۰۴ نفر جمعیت دارد.